# 西内町
西内町（にしうちまち）は、香川県高松市中心部の町丁。郵便番号は760-0022。全域が住居表示に関する法律に基づく住居表示実施地区である。

## 地理
高松市役所より0.5km、高松市中心部の都心に位置し、北はさぬき浜街道（瀬戸大橋通り）、西は県道173号高松停車場栗林公園線によって区切られ、南は兵庫町、東は寿町の裏手にあたる町である。町内は四国地方最大である高松市の中心業務地区の一角となっており、全国企業や組合・団体の事務所が多いが、中でも高松高等裁判所が近接している影響で司法書士事務所や弁護士事務所といった法曹関係の事務所が多い。
2010年国勢調査による人口は315人（男179人/女136人）、世帯数は200世帯、面積は3万7399.73m2、人口密度は8422.5人/km2。公立小学校・中学校の校区は全域が新番丁小学校・紫雲中学校に属している。
町内における都市計画法に基づく用途地域は全域が容積率400%の商業地域である。

## 歴史
1928年（昭和3年）に内町及び新湊町一丁目〜四丁目の各一部から新設された。町名は内町の西に作られた町という意。
江戸時代におけるこの地は高松城総曲輪の最も外側にあたる外堀の中にあり、重臣屋敷が位置する地区であった。明治維新後の1899年（明治33年）に外堀が埋め立てられたことにより一帯は市街地化した。
1945年（昭和20年）7月4日未明にはアメリカ軍による無差別絨毯爆撃「高松空襲」を受け、町域の大部分が灰燼に帰した。
1958年（昭和33年）には一部が寿町一丁目〜二丁目へ編入され、同町の一部も西内町へ編入された。1969年（昭和44年）には再び寿町一丁目〜二丁目が当町へ編入された。

## 主要施設
掲載順は住居表示による街区符号・住居番号順
- 香川県製粉製麺協同組合
- 財団法人かがわ海外交流財団
- 高松北警察署
- 日本軌道工業大阪営業所四国事務所
- 香川県不動産鑑定士協会
- 四国たばこ販売協同組合連合会
- 高橋石油 サンポート高松
- 日本コンクリート工業四国支店
- 千代田興産四国支店
- 西日本自動車共済協同組合香川県支部
- 財団法人鉄道弘済会四国支部
- 平安閣西内町パーキング
- 香川県高等学校教育振興会
- 久保田工務店
- 香川県鋼構造協同組合
- ダイアパレス西内町
- 竹中工務店四国支店